# Antonio Verzura
Antonio Verzura (tiếng Thái: อันโตนิโอ แวซูร่า, sinh ngày 27 tháng 5 năm 1992) là một cầu thủ bóng đá người Ý-Thái Lan thi đấu ở vị trí tiền vệ cho câu lạc bộ Giải bóng đá Ngoại hạng Thái Lan Chiangmai.

## Đời sống cá nhân
Antonio sinh ra ở Băng Cốc. Bố anh là người Ý và mẹ anh là người Thái Lan. Em trai sinh đôi của Antonio, Gionata, cũng là một cầu thủ bóng đá và thi đấu cho Ubon UMT United ở vị trí tiền vệ chạy cánh.